# Franz Winter (Schauspieler)
Franz Winter (* 26. November 1950 in Tegernsee) ist Regisseur, Schauspieler, Rezitator, Autor, Musikproduzent und Schriftsteller.

## Leben
Franz Winter wuchs in Österreich auf und besuchte das Jesuitenkolleg „Stella Matutina“ in Feldkirch/Vorarlberg und das Musische Gymnasium der Benediktiner in Niederaltaich. Seine Schauspielausbildung erfolgte an der Otto-Falckenberg-Schule in München. Er erhielt einen „Förderpreis für die junge Generation“ der Akademie der Künste im damaligen West-Berlin auf Vorschlag des Akademiemitglieds und Regisseurs Rudolf Noelte. Von 1985 bis 1988 war er Schauspieldirektor in Giessen.
Winter arbeitet als Regisseur im Sprech- und Musiktheater sowie auch bei Filmproduktionen, von denen er der Autor ist, insbesondere von kulturhistorischen Filmen für Polygram International. So entstanden Filme über die Renaissance in Florenz, die Toskana, Wien, Prag, Venedig, die Kulturlandschaft der Loire, Ludwig II. und Gustav Mahler. Franz Winter hat das Musiklabel „Winter & Winter“ mitbegründet und ist als künstlerischer Leiter verantwortlich für musikalische Aufnahmen von Bach bis Mahler sowie für Spezialprojekte wie 1998 die CD „Venezia La Festa“.

## Stationen als Schauspieler
- Deutsches Theater in Göttingen
- Staatliche Schauspielbühnen Berlin: (Schiller-Theater, Schlosspark-Theater), Rollen wie Don Karlos in Don Karlos, Mortimer in Maria Stuart von Friedrich Schiller
- Burgtheater Wien, wo er vor allem Rollen österreichischer Dichter spielt, so unter anderen Stani in Der Schwierige von Hugo von Hofmannsthal, Das Haus Delorme von Arthur Schnitzler, Don Cesar in Ein Bruderzwist im Hause Habsburg von Franz Grillparzer, aber auch Alois in Großvater und Halbbruder von Thomas Hürlimann als Fernsehaufzeichnung.
- Salzburger Festspiele unter anderen Otto in Das weite Land von Schnitzler.[2]

| Schauspielinszenierungen (Auswahl) - Was ihr wollt - Wie es euch gefällt - Othello - Cristinas Heimreise am Theater in der Josefstadt - Mord im Dombei den Wiener Festwochen - Merlin - Clavigo - Iphigenie auf Tauris - Der Diener zweier Herren - Das Kaffeehaus - Trilogie der Sommerfrische von Carlo Goldoni - Der Kirschgarten - Das weite Land - Nicht Fisch, nicht Fleisch von Franz Xaver Kroetz - Glückliche Tage - Der kaukasische Kreidekreis - Leben des Galilei - Der Theatermacher - Der eingebildete Kranke - Triumph der Liebe von Pierre Carlet de Marivaux - Dantons Tod - Leonce und Lena - Der Bauer als Millionär | - Der Verschwender - Einen Jux will er sich machen - Nathan der Weise verschiedene Stücke von Georges Feydeau. Musiktheaterinszenierungen (Auswahl) - Die Entführung aus dem Serail - Così fan tutte - Don Giovanni - Thaïs (Oper) - Werther (Massenet) - Don Carlos - Lucia di Lammermoor - La Bohème - Eugen Onegin am Nationaltheater in Prag - City of Angels (Musical) - Im weißen Rößl in Heilbronn, Chur, München, Berlin - Die Csárdásfürstin - Die lustige Witwe - Der Vogelhändler - Die Fledermaus - Tiefland (Oper) - Die Zauberflöte am Münchner Staatstheater am Gärtnerplatz |

Als Autor übersetzte und bearbeitete er Theaterstücke, Opern- und Operettenlibretti, verfasste Theaterstücke: Die Schneekönigin, Ninotschka (mit Aufführungsserien), Essays, Drehbücher: Vivaldi, Novellen: Der Geigenmacher für Quartheft, Tirol ….
Als Rezitator war er unter andern aktiv bei Lesungen von Operntextbüchern wie Wagners Die Meistersinger von Nürnberg oder Hofmannsthals Elektra bei den Tiroler Festspielen in Erl, die als CD bei „col legno“ erschienen wie auch seine „Beethoven-Hörbücher“. Dort hat er mit eigenen Texten (Autor und Sprecher), die 9 Symphonien von Beethoven mit Einspielung von Gustav Kuhn bearbeitet und eine Verbindung von Wort und Musik hergestellt.

## Filmographie (Auswahl)
- 1973: Verurteilt (Fernsehfilm)
- 1974: Der Kommissar (Folge: Der Segelbootmord)
- 1979: Sei er nicht wie alle Männer sind – Biographischer Film über Hugo von Hofmannsthal
- 1980: Stefan Zweig – Kampf gegen den Krieg (Fernsehfilm)
- 1984: Rauhnacht (Fernsehfilm)
- 2005: Ich bin der Welt abhanden gekommen (DVD – Filmbiographie von Gustav Mahler)

## Hörspiele und Audio CDs (Auswahl)
- 1975: Françoise Sagan: Valentine – Regie: Ferry Bauer (Hörspiel – ORF Oberösterreich)
- 1978: Der Attentäter – Regie: Robert Matejka (Hörspiel)

Einschienen bei Winter & Winter
- 1997: Venezia La Festa: Livemusik der drei Gran Cafe-Orchester vom Markusplatz in Venedig
- 1997: Johann Sebastian Bach – Violoncello Solo Suites I, II, III
- 1997: Franz Schubert – Trio in Es-Dur op. 100, Sonate in B-Dur

Einschienen bei Col legno
- 2008: Franz Winter – Beethoven Hörbücher
- 2009: Franz Winter liest Richard Wagner – Die Meistersinger
- 2010: Franz Winter liest Hofmannsthal – Elektra

## Bücher
- Operation Rheingold. Roman. Braumüller Literaturverlag, Wien 2011, ISBN 978-3-99200-041-8.
- Orfanelle. Venedig-Roman. Braumüller Literaturverlag, Wien 2012, ISBN 978-3-99200-073-9.
- Die Schwierigen.  Braumüller Literaturverlag, Wien 2017. ISBN 3-99200-187-3

## Auszeichnungen
- „Förderpreis für die junge Generation“ der Akademie der Künste (Berlin)
- 2011 Nominierung für den „Leo-Perutz-Literaturpreis“ für Operation Rheingold[3]